# 프랑스 전자 음악
프랑스 전자 음악(French electronic music)은 전자 악기와 전자 음악 기술을 사용하여 제작하는 프랑스 음악의 파노라마이다.
1928년 온데스 마르테노의 발명가 모리스 마르테노와 1948년 음악 콘세르트의 개발자 피에르 셰페르가 전자 음악의 주목할 만한 초기 프랑스 예술가와 작곡가로 있다. 유명한 현대 예술가로는 장미셸 자르, 헬던, 에르, 다프트 펑크, 다비드 게타, 저스티스, 피닉스, M83 등이 있다.

## 참고 문헌
- Lebrecht, Norman (1996), 《The Companion to 20th-Century Music》, Da Capo Press., ISBN 0-306-80734-3, (pbk)
- Orton, Richard; Davies, Hugh, “Ondes martenot”, 《Grove Music Online》 (Oxford Music Online (Subscription access)), 2011년 2월 2일에 확인함.
- Rosen, Jody (2008년 3월 27일), “Researchers Play Tune Recorded before Edison”, 《The New York Times》.